# RAF Bomber Command
Pour les articles homonymes, voir Bomber Command.
Le RAF Bomber Command était l'organisation qui commandait les forces de bombardement de la Royal Air Force. Elle fut créée le 14 juillet 1936 à partir de la section de bombardement de l'Air Defence of Great Britain (en) et fut absorbée par le RAF Strike Command en 1968. Sa devise était « Strike Hard Strike Sure » (« Frapper fort, frapper juste. »).

## Historique

### Seconde Guerre mondiale

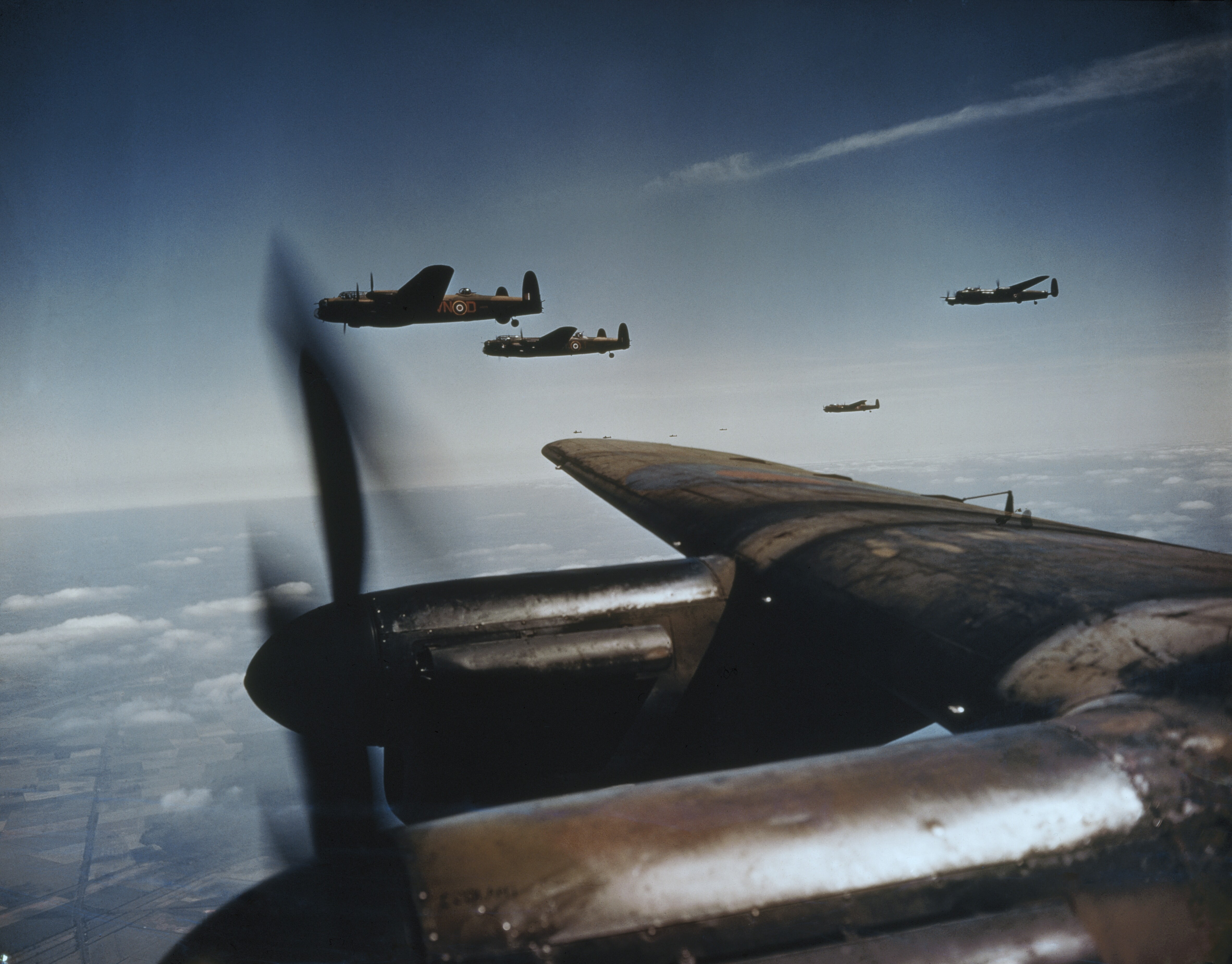
Formation de Avro Lancasters.

Le Bomber Command s'est illustré pendant la Seconde Guerre mondiale sous les ordres de l'air chief marshal Sir Arthur Travers Harris, dit « Bomber Harris », en détruisant une part importante du complexe militaro-industriel allemand. Il est également connu pour des opérations de bombardement stratégique de villes, notamment sur Hambourg et Dresde et de destructions de cibles telles le cuirassé Tirpitz.
Au déclenchement du conflit en septembre 1939, elle dispose de 82 escadrilles de bombardement à l’équipement dépassé ou en voie de l’être. Vingt-cinq escadrilles équipées de bombardiers bimoteurs légers Bristol Blenheim, seize de bombardiers monomoteurs Fairey Battle, dix de bombardiers à long rayon d’action Vickers Wellington, dix de bombardiers moyens Handley Page Hampden (225 exemplaires), deux de Hereford (une version dérivé du Hampden), huit de bombardiers lourds Armstrong Whitworth Whitley. Ces appareils seront retirés des premières lignes entre 1940 et 1942.
À partir de fin 1940, la majorité du personnel sous les ordres du Bomber Command n'était pas de la Royal Air Force ; beaucoup venaient du Commonwealth et de l'Europe occupée. Pour forcer la défense du Reich, elle mit en œuvre à partir de 1942 la tactique de saturation, la bomber stream et mit au point, avec entre autres le Groupe 100 RAF, des unités de guerre électronique.
Le fer de lance des vols de bombardiers à partir de 1942 était composé de quadrimoteurs Handley Page Halifax et Avro Lancaster.
En septembre 1944, le Bomber Command comptait 1 871 bombardiers dont 1 480 opérationnels (en comparaison de 5 606 bombardiers américains dont 4 117 opérationnels).
Il était prévu une flotte aérienne séparée du Bomber Command nommée « Tiger Force » comptant au 15 août 1945 dix-huit escadrons de bombardement (sept escadrons de la 
RAF, huit de l'Aviation royale canadienne, deux de la RAAF, un de la RNZAF) devant compter jusqu’à 66 300 hommes en avril 1946 pour participer aux bombardements contre l'empire du Japon mais la capitulation de celui-ci à lieu avant qu'elle ne soit déployée dans le Pacifique.
Le Bomber Command effectuera plus de 364 000 sorties opérationnelles.
Les équipages de bombardiers de ce commandement subirent de très lourdes pertes. Sur les 89 119 hommes d'équipage, 48 876 furent tués dont 450 parmi les 10 510 faits prisonniers (le plus haut taux de pertes de tous les corps d'armée alliés : seul celui des sous-mariniers allemands lui est supérieur). Au total, seuls 27 % des effectifs survécurent à un tour de 30 opérations.
12 726 avions furent détruits dont 928 à l'entraînement et 8 325 au combat. De juillet 1942 à mai 1945, les Britanniques attribuent la perte de 2 278 bombardiers à la chasse allemande et 1 345 à la Flak ; 8 848 autres appareils ont été endommagés par l'artillerie anti-aérienne, contre 1 728 par l'aviation.

### Guerre froide

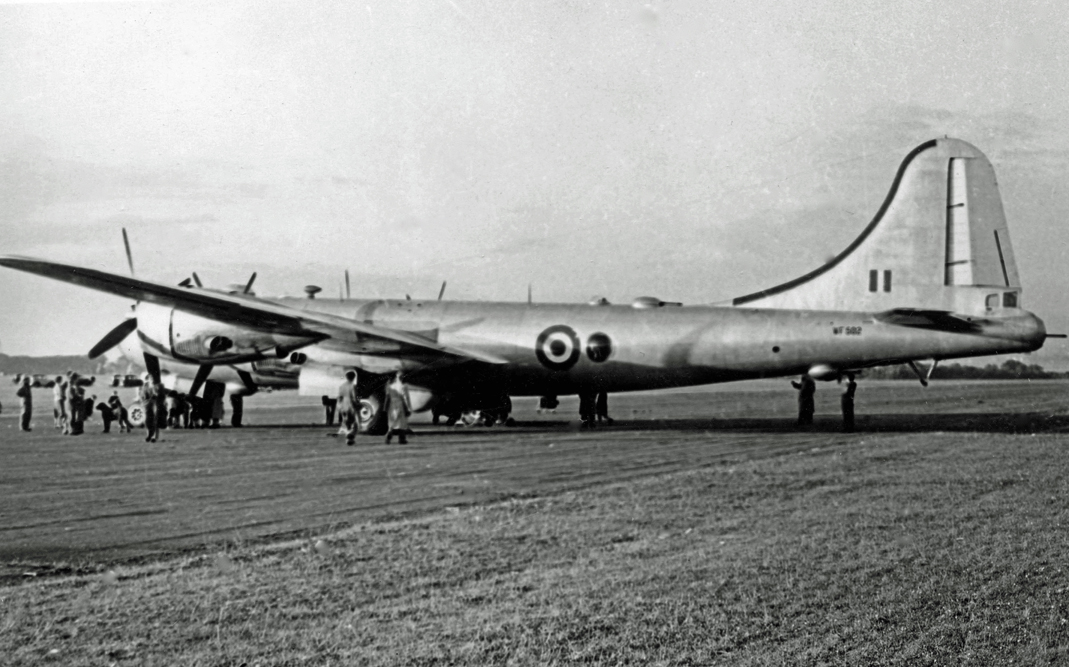
Un B-29A Washington du Bomber Command en 1952.

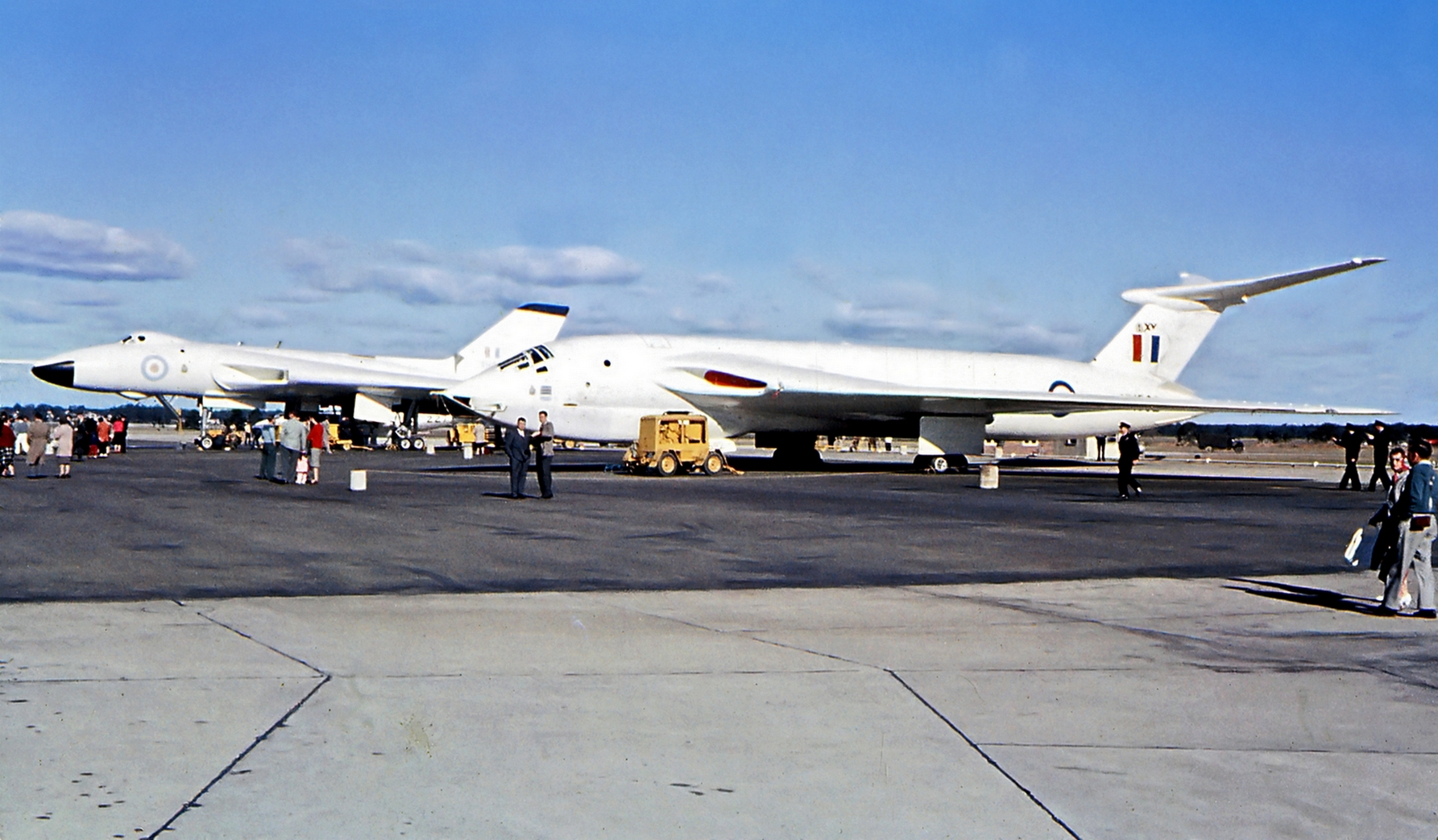
Avro Vulcan et Handley Page Victor du Bomber Command de la RAF en 1964 avec la livrée blanche anti flash nucléaire.

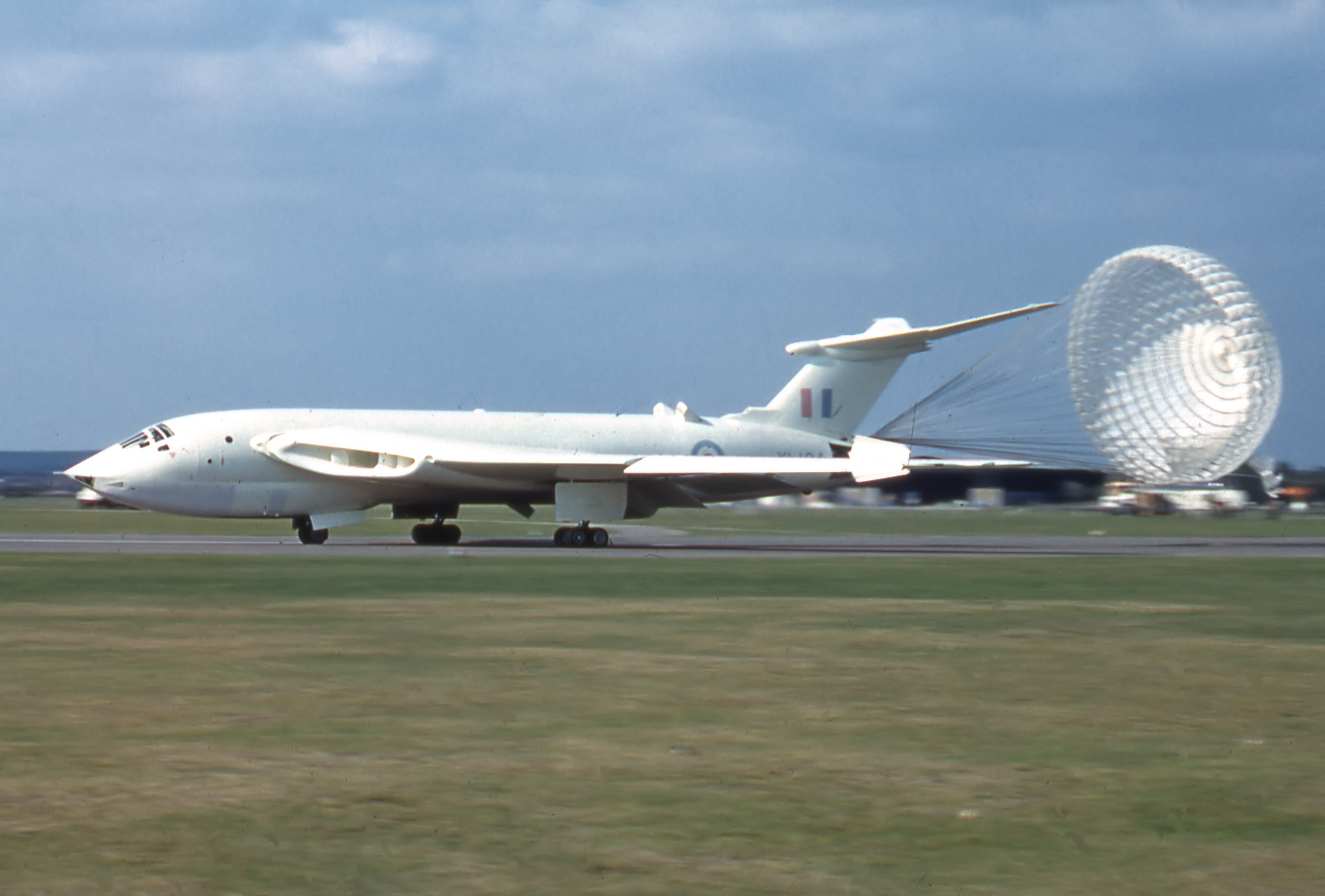
Bombardier Handley Page Victor avec la livrée blanche d'attaque nucléaire en 1961.

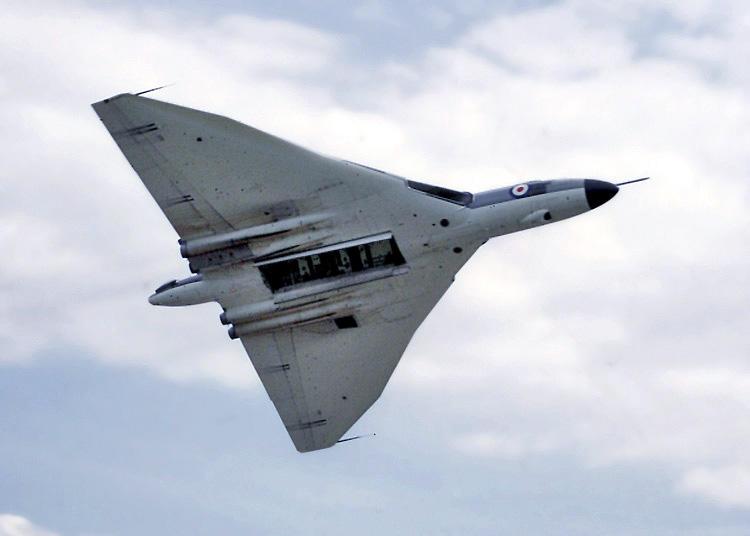
Avro Vulcan.

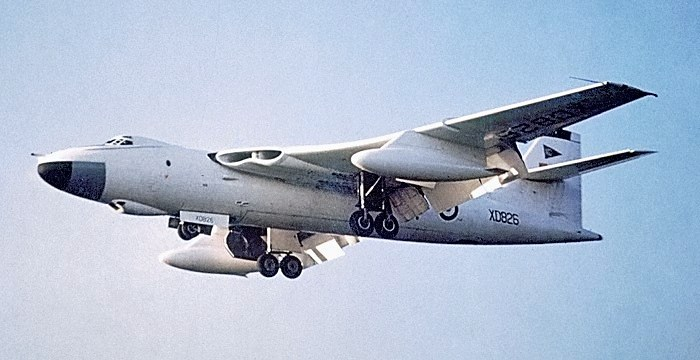
Vickers Valiant.

Lors de l'après-guerre, le Bomber Command contrôlait les bombardiers nucléaires du Royaume-Uni. Outre les classiques bombardiers survivants de la Seconde Guerre mondiale, elle eut en location dans le cadre du programme d'assistance de défense mutuelle, de 1950 à 1955, 87 Boeing B-29 Superfortress sous la désignation de Boeing Washington. Les avions du Bomber Command servirent durant des conflits de décolonisation comme l'insurrection communiste malaise. Un Avro Lincoln est abattu le 12 mars 1953 par la chasse soviétique en Allemagne de l'Est.
Selon l'historien John Simpson, la RAF disposait en 1959 de 71 bombes atomiques britanniques et de 168 américaines. En 1958, le plan de guerre d'urgence du Bomber Command prévoyait la destruction de quarante-quatre villes soviétiques. Une telle attaque tuerait environ 38 millions de personnes. Une bombe à hydrogène serait larguée sur le centre de chaque ville mais Moscou serait touchée par quatre et Léningrad par deux. Si la Grande-Bretagne était entrée en guerre aux côtés des États-Unis au début des années 1960, le Bomber Command aurait été invité à détruire 25 villes soviétiques supplémentaires. Au fur et à mesure de l'amélioration des défenses aériennes en Union soviétique, le nombre de zones urbaines que la Grande-Bretagne envisageait de détruire unilatéralement a été réduit. À la fin des années 1960, les missiles Polaris transportés par les quatre sous-marins de la classe Resolution servaient de moyen de dissuasion britannique et visaient moins d'une douzaine de villes soviétiques. Le Royaume-Uni, avec sa superficie réduite, était considéré comme extrêmement vulnérable, une frappe d'une dizaine de bombes H de forte puissante pouvant tuer le tiers de la population alors que les militaires britanniques estimaient en 1958 que l'URSS avait planifié une attaque avec 300 ogives. 
Le 23 mai 1963, la Bomber Command Main Force — ou "V-Force" surnom de la force de bombardement donné car le nom des trois types de bombardiers alors en service commençait par cette lettre — était affectée officiellement au Commandant suprême des forces alliées en Europe pour la mise en œuvre de la désignation de cible, la planification et la coordination des missions nucléaires, ce qui était l’équivalent du SIOP de l’OTAN.
Les V bomber, car leur nom commençait par un « V », étaient le Vickers Valiant (premier vol en 1951, entré en service en 1955, retiré en 1965), le Handley Page Victor (premier vol en 1952, en service en 1958, retiré en 1984) et le Avro Vulcan (premier vol en 1952, en service en 1956, retiré en 1984). La V-Bomber force a atteint son apogée en juin 1964 : elle était alors composée de 50 Valiants, de 39 Victor et de 70 Vulcan en service.
Plusieurs bombardiers sont déployés dans les années 1960 sur la base aérienne de Butterworth en Malaisie dans le cadre de l'opération Mastodon pour dissuader la Konfrontasi avec l'Indonésie de prendre de l'ampleur.
Avec l'entrée en service des SNLE de la Royal Navy, leur rôle de dissuasion nucléaire a baissé et ce commandement fut absorbé en 1968 par le nouveau RAF Strike Command.

#### Missiles Thor

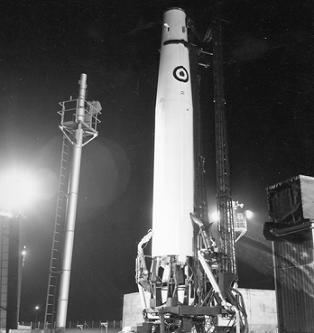
Missile Thor de la Royal Air Force sur sa table de lancement.

En 1956, les États-Unis ont approché le Royaume-Uni pour étudier la possibilité de baser sur le sol britannique des IRBM en raison des inquiétudes croissantes sur les missiles balistiques de l'armée rouge. Soucieux de rétablir une relation qui avait souffert après la crise du canal de Suez, Harold Macmillan et Dwight David Eisenhower se rencontrent dans les Bermudes et les graines sont semées pour que la RAF devienne l'unique opérateur de 20 escadrons de 3 missiles Thor chacun armé d'ogives W49 qui commencent à être déployés à partir d'août 1958. Cependant, une fois leurs propres bases établies dans les États-Unis contigus, le gouvernement américain considère ces IRBM obsolètes avec la mise en service des missiles Polaris embarqués par des sous-marins nucléaires lanceurs d'engins de l'US Navy basés à Holy Loch en Écosse à partir de 1961 et il décide de geler la force Thor en 1962, soit 5 ans plus tôt que prévu. La crise des missiles de Cuba changea la situation et 59 des 60 missiles ont été mis en préparation opérationnelle durant la crise. Cependant, en dépit de la reconnaissance de leur efficacité en cette occasion, les escadrons ont été dissous entre mars et septembre 1963 et les plans britanniques pour un programme de suivi ont également été mis au rebut.